# 方學聖
方學聖（？—？），字振林，南直隸安庆府貴池縣人，明末清初政治人物。

## 生平
崇禎十二年（1639年）己卯科中式應天鄉試第九十四名舉人，崇禎十六年（1643年）癸未科會試第八十三名，三甲第四十八名進士，工部觀政，本年授浙江秀水知縣。

## 家族
曾祖方時淵。祖父方可賓，岁贡廣文。父方是美，省祭。